# Lluís-Anton Baulenas
Œuvres principales
El fil de plata
Lluís-Anton Baulenas i Setó, né à Barcelone en 1958, est un écrivain, dramaturge, traducteur et critique littéraire espagnol d'expression catalane.

## Biographie
Licencié en philologie catalane, il devient enseignant dans le secondaire. Il abandonne l'enseignement en 1987 pour se consacrer exclusivement à l'écriture de romans, pièces de théâtre, essais, traductions et critiques littéraires. 
Il a écrit dans la presse, collaborant à des journaux tels que El País et La Vanguardia. Il collabore toujours à Avui et à Público.
Il a traduit en catalan les œuvres des écrivains français Albert Camus, Boris Vian, Marguerite Yourcenar, Eugène Labiche et Jean Cocteau. Et des écrivains de langue anglaise William Gibson et Eugène O'Neill.
Ses romans Amor d'idiota et Aera de servei ont fait l'objet d'adaptations cinématographiques, par le réalisateur Ventura Pons.
Lluís-Anton Baulenas a reçu les prix littéraires les plus prestigieux de Catalogne, et ses romans sont traduits dans plusieurs langues.

## Publications

### Romans
- Qui a cel escup Eumo, 1987 (nouvelles)
- Neguit,éd. Pòrtic, 1988
- Sus Scrofa (porcs), éd. Eumo, 1988
- Càlida nit, 1990 (nouvelles), 1990
- Rampoines-451, éd. Columna, 1990
- Noms a la sorra, éd. Columna, 1995
- Alfons XIV, un crim d'estat, éd Columna, 1997
- Els caníbals, éd Columna, 1998
- El fil de plata, éd. Columna, 1998
- La felicitat, Edicions 62, 2001
- Amor d'idiota, Edicions 62, 2003
- Per un sac d'ossos,Planeta, 2005
- Àrea de servei, éd Destino, 2007
- El nas de Mussolini, éd Proa, 2009
- L'últim neandertal, La Magrana/RBA (2014)
- La vostra Anita, Bromera (2015)

### Théâtre
- La ben calçada (amb Damià Barbany)
- No hi ha illes meravelloses
- Melosa fel, 1993
- El pont de Brooklyn, Edicions 62, 1995
- Trist, com quan la lluna no hi és

### Essais
- Manual de llengua catalana per a ús i bon aprofitament dels estudiants de COU
- El català no morirà

## Filmographie

### Scénarios
- 2001 : Anita n'en fait qu'à sa tête (Anita no pierde el tren), de Ventura Pons

## Prix littéraires
- 1989 Prix Documenta de narrativa pour Càlida nit
- 1998 Prix Carlemany du roman pour El fil de plata
- 1999 Prix de la critique Serra d'Or pour El fil de plata
- 2000 Prix Prudenci Bertrana du roman pour La felicitat
- 2005 Prix Ramon Llull du roman pour Per un sac d'ossos
- 2008 Prix Sant Jordi du roman pour El nas de Mussolini

## Romans traduits en français
- Des noms sur le sable (noms a la sorra), ed Flammarion. Traduction Cathy Ytak
- Le fil d'argent (El fil de plata), ed Flammarion. Traduction Cathy Ytak
- Le bonheur (La felicitat), ed Flammarion. Traduction Cathy Ytak
- Combat de chiens (Alfons XIV, un crim d'estat), Ed Flammarion. Traduction Cathy Ytak